# Junge Europäische Föderalist:innen Deutschland
Die Junge Europäische Föderalist:innen Deutschland e. V. (JEF Deutschland, auch JEF-D, französisch Jeunes Européens Fédéralistes en Allemagne, englisch Young European Federalists Germany) sind die Jugendorganisation der Europa-Union Deutschland für junge Menschen zwischen 15 und 35 Jahren. Gegründet wurde der Verein 1949 unter dem Namen Bund Europäischer Jugend. Die JEF Deutschland ist Teil des supranationalen überparteilichen Jugendverbandes Junge Europäische Föderalisten mit über 30.000 Mitgliedern.
In Deutschland hat der Verband nach eigenen Angaben rund 4000 Mitglieder und ist in 15 weitgehend unabhängige Landesverbände gegliedert. Die JEF ist Anschlussverband des Deutschen Bundesjugendringes und Mitgliedsorganisation im Netzwerk Europäische Bewegung Deutschland. Bundesvorsitzende ist seit Oktober 2024 Melanie Thut.
Der Verein änderte im Oktober 2022 seinen Namen in „Junge Europäische Föderalist:innen Deutschland e. V.“.

## Grundsätze
Die JEF engagiert sich für ein friedliches, demokratisches, bürgernahes, solidarisches, nachhaltiges und föderales Europa. Sie begreift Europa als einen Platz der Begegnung und des Kennenlernens. Die JEF versteht sich als überparteiliche, demokratische und politische Bewegung. Sie tritt für eine Europäische Föderation ein, als erster Schritt hin zu einer friedlicheren, freieren und demokratischeren föderalen Gesellschaft. Als Arbeitsgrundlagen sieht der Verband sein Grundsatz- und das Hertensteiner Programm an.

### Politisches Programm
Auf dem Bundeskongress 2012 in Saarbrücken wurde das Politische Programm der Jungen Europäischen Föderalisten Deutschland e. V. nach zweijährigem Prozess verabschiedet. Das Politische Programm beschreibt grundsätzlichen Ansichten der JEF und erfüllt die Funktion eines Grundsatzprogramms. Zu tagespolitischen Fragen wird regelmäßig in Beschlüssen und Pressemitteilungen Stellung genommen. Die aktuelle Fassung des Politischen Programms wurde auf dem Bundeskongress 2021 in Lutherstadt Wittenberg beschlossen und verabschiedet.

## Forderungen
Die Forderung nach einer föderalen Verfassung für Europa ist ein Hauptanliegen der JEF. Im Mittelpunkt der europäischen Föderation sollen die Bürger stehen. Ein Zweikammerparlament (mit je einer Kammer für die Bürger und einer für die Staaten und Regionen) soll die bisherige Regelung ersetzen. Nach dem Subsidiaritätsprinzip muss die Kompetenzverteilung dezentral geregelt sein, um den unteren Ebenen genügend Spielraum für eigene Lösungen zu lassen. Die Europäische Föderation soll auf den gemeinsamen europäischen freiheitlich-demokratischen Grundwerten beruhen. Die JEF setzt sich zudem für den Ausbau der Gemeinsamen Außen- und Sicherheitspolitik (GASP) ein, sodass Europa nach außen hin mit einer Stimme spricht.

## Aktivitäten
Die JEF Deutschland bringt junge Menschen auf lokaler, regionaler, nationaler und europäischer Ebene zusammen, um über ein vereintes Europa zu diskutieren. Dazu organisiert sie Seminare und Kongresse, Straßenaktionen, Podiumsveranstaltungen und Bildungsreisen. Oft werden Resolutionen von Diskussionen an Politiker in Landtagen, im Bundestag oder im Europäischen Parlament herangetragen. Innerhalb der JEF gibt es verschiedene Arbeitsgemeinschaften.

### #DontTouchMySchengen
#DontTouchMySchengen ist seit 2016 eine Kampagne der JEF Europe und deswegen JEF Deutschland für ein Europa ohne Schlagbäume, für den Schutz der Freizügigkeit und für Verteidigung des Schengen-Raums. Diese Kampagne begann als eine spontane Reaktion auf die Wiedereinführung von Binnengrenzkontrollen im Jahr 2016.
Diese Kampagne enthält verschiedene Aktivitätsformen: Demonstrationen, Petition, offener Brief usw.

### Parlamentarisches Forum Europas Zukunft
Das Parlamentarische Forum Europas Zukunft (PFEZ) ist ein Diskussionsforum von Bundestagsabgeordneten und jungen, an europapolitischen Fragen interessierten Menschen, in dem aktuelle Fragen der europäischen Integration debattiert werden. Es wird von der Europa-Union Parlamentariergruppe Deutscher Bundestag und der JEF Deutschland getragen. Die Treffen finden regelmäßig im Bundestag statt und stehen Abgeordneten bzw. Vertretern von Bundesregierung, Ländern und Wissenschaft sowie interessierten Bürgerinnen und Bürgern offen. Die PFEZ-Mitglieder der 16. Legislaturperiode waren die Mitglieder der Europa-Union: Günter Krings MdB (CDU/CSU), Michael Georg Link MdB (FDP), Johannes Jung MdB (SPD) sowie Rainder Steenblock MdB (BÜNDNIS 90/GRÜNE). Im 17. Bundestag: Eva Högl für Johannes Jung, Manuel Sarrazin für Rainder Steenblock.

### Europawerkstatt
Die Europawerkstatt findet seit 2012 jährlich in Berlin statt. Sie hat zum Ziel, politisch Aktive aus Jugendparteien, Verbänden und NGOs mit Politikern aus Europaparlament und Bundestag in Form einer Unconference („Bar Camp“) zusammenzubringen.

### Internationales Berlinseminar
Beim internationalen Berlin-Seminar treffen sich seit 1999 jährlich zwischen 60 und 100 junge Menschen aus der ganzen Welt in der namensgebenden Stadt Berlin, um europäische Themen zu diskutieren.

### Europatermine
Europatermine.de ist der offizielle Veranstaltungskalender der Aktion Europa, einer Initiative der Bundesregierung in Zusammenarbeit mit der Vertretung der Europäischen Kommission in Deutschland und dem Informationsbüro des Europäischen Parlaments für Deutschland, mit aktuellen Terminen für europapolitische Veranstaltungen. Das nichtkommerzielle Kooperationsprojekt der Jungen Europäischen Föderalisten, des Netzwerks Europäische Bewegung Deutschland und der Europa-Union Deutschland wird unterstützt vom Auswärtigen Amt der Bundesrepublik Deutschland. Gestartet wurde europatermine.de im März 2001 als Veranstaltungskalender und Newsletter-Service für Berlin und Brandenburg von der Jungen Europäischen Bewegung, der JEF-Sektion für Berlin und Brandenburg. Dank der Kooperation mit vielen Organisationen aus Politik, Wissenschaft, Kultur und Wirtschaft sowie der finanziellen Unterstützung des Centre International de Formation Européenne konnte im Januar 2006 der bundesweite Dienst begonnen werden.

### Treffpunkt Europa
Der Treffpunkt Europa ist das Mitgliedermagazin der JEF-Deutschland und erschien von 2009 bis 2015 quartalsweise mit einer Auflage von 3000 Stück. Seit November 2009 gibt es auch ein Onlinemagazin mit gleichem Namen. Bis zu 250.000 Besucher greifen monatlich auf die Seite zu. Mehr als 1000 Personen haben bereits einen Artikel für das Onlinemagazin geschrieben oder übersetzt. Darunter waren Gastbeiträge von Guido Westerwelle, Mario Monti, Reinhard Bütikhofer und Simon Hix, sowie Interviews mit Herman van Rompuy, Neelie Kroes und Valéry Giscard d’Estaing. treffpunkteuropa ist Partner der Onlineplattform Euractiv. Chefredakteure sind Finn Harland und Benedikt Putz.

### Europäischer Jugendkonvent 2017
Die JEF Deutschland lud zusammen mit der JEF Frankreich 150 ausgewählte Vertreter von Jugendorganisationen zum Europäischen Jugendkonvent ein, der eine europäische Verfassung erarbeiten soll. Der Europäische Jugendkonvent findet vom 9. bis 12. März 2017 im Straßburger Europaparlament statt. Laut den Organisatoren hat er zum Ziel, die Geburtsfehler der Europäischen Union zu beseitigen.

## Partnerschaften

### ASKO-Europastiftung
Die Jungen Europäischen Föderalisten Deutschland e. V. sind seit Januar 2015 eine Partnerschaft mit der ASKO-Europastiftung und der Gruppierung „Partner für Europa“ eingegangen. Ziel der Partnerschaft ist es, Jugendliche für die Europäische Idee zu gewinnen, in ihrem Engagement zu bestärken und ihnen im politischen Prozess mehr Gewicht zu geben. Es soll neue Angebote mit gemeinsamen Seminaren, Jugendbegegnungen und Konferenzen geben.

### EuropeCanDoBetter
EuropeCanDoBetter ist eine große internationale Studie. Die Initiatorin, die Change Centre Foundation, ist parteipolitisch neutral, nicht durch öffentliche Gelder finanziert und als gemeinnützige Wissenschafts-Stiftung anerkannt.

## Organisation

### Mitgliedschaft
Da in allen Bundesländern Landesverbände bestehen, ist eine ordentliche Mitgliedschaft nur über den jeweiligen Landesverband möglich. Des Weiteren kennt die Satzung unmittelbare Fördermitglieder und Ehrenmitglieder.

### Landesverbände
Folgende Liste führt die momentan existierenden Verbände auf (Stand November 2024):
| Bundesland            | Mitgliedsorganisation                                       | Landesvorsitzende(r)                     | Webpräsenz            |
| --------------------- | ----------------------------------------------------------- | ---------------------------------------- | --------------------- |
| Baden-Württemberg     | Junge Europäer – JEF Baden-Württemberg e. V.                | Sarah Reisinger                          | jef-bw.de             |
| Bayern                | Junge Europäische Föderalist:innen Bayern e. V.             | Farras Fathi                             | jef-bayern.de         |
| Berlin u. Brandenburg | Junge Europäische Föderalist:innen Berlin-Brandenburg e. V. | Lilli Susann Bornemann Elisabed Chachava | jef-bb.de             |
| Bremen                | JEF Bremen e. V.                                            | Sina Häusler                             | jef-bremen.eu         |
| Hamburg               | JEF Hamburg e. V.                                           | Moritz Ansorge                           | jef-hamburg.de        |
| Hessen                | Junge Europäische Föderalist:innen Hessen e. V.             | Manuel Frank                             | jef-hessen.de         |
| Niedersachsen         | JEF Niedersachsen e. V.                                     | Benedikt Spendel                         | jef-nds.de            |
| Nordrhein-Westfalen   | JEF Nordrhein-Westfalen e. V.                               | Carolin Mues                             | jef-nrw.de            |
| Rheinland-Pfalz       | JEF Rheinland-Pfalz e. V.                                   | Jonas Falch                              | jef-rlp.de            |
| Saarland              | JEF Saar e. V.                                              | Albana Tërstena                          | jef-saarland.de       |
| Sachsen               | Junge Europäische Föderalist:innen Sachsen e. V.            | Annika Fleischer Klaas Wibker            | jef-sachsen.de        |
| Sachsen-Anhalt        | JEF Sachsen-Anhalt e. V.                                    | Niclas Hüttemann                         | jef-sachsen-anhalt.de |
| Schleswig-Holstein    | JEF Schleswig-Holstein e. V.                                | Pia Levermann                            | jef-sh.eu             |
| Thüringen             | JEF Thüringen e. V.                                         | Paula Schuster                           | jef-thueringen.eu     |

### Aufbau der JEF Deutschland

#### Bundesausschuss
Der Bundesausschuss (BA) ist das höchste Gremium der JEF Deutschland zwischen den Bundeskongressen. Er besteht aus je zwei Delegierten für jeden Landesverband. Der Bundesvorstand nimmt mit beratender Stimme teil. Dem Bundesausschuss sitzt ein zweiköpfiges Präsidium vor, das jedes Jahr auf dem Bundesausschuss im Nachgang an den Bundeskongress gewählt wird. Das aktuelle Bundesausschusspräsidium besteht aus Valentin Petri (Vorsitzender) und Kea von Daak (Stellv. Vorsitzende). Der BA tagt zwischen drei- und fünfmal im Jahr. Zu seinen Aufgaben zählen die Kontrolle des Bundesvorstands sowie die Wahl des Bundesschiedsgerichts und der Delegierten in allen Organisationen innerhalb der Europäischen Bewegung. Er fasst Beschlüsse zu allen politischen, organisatorischen und finanziellen Fragen.

#### Bundeskongress
Der Bundeskongress (BuKo) ist oberstes Organ der JEF Deutschland. Dem BuKo gehören auf den Landeskongressen gewählte Delegierte der Landesverbände an, die nach einem Schlüssel vergeben werden, der sich u. a. nach der Mitgliederzahl der Landesverbände richtet. Der BuKo berät und beschließt die Satzung der JEF Deutschland. Er wählt den Bundesvorstand und fasst Beschlüsse zu allen politischen, finanziellen und organisatorischen Fragen. Der BuKo findet einmal im Jahr statt. Der letzte Bundeskongress fand im Oktober 2024 in Frankfurt am Main statt.

#### Bundessekretär
Der Bundessekretär wird auf Vorschlag des Bundesvorsitzenden vom Bundeskongress gewählt. Er übernimmt die technische Umsetzung der Beschlüsse der verschiedenen Gremien und die allgemeine Verwaltung der JEF Deutschland. Ebenso steht er dem Bundessekretariat vor und ist hauptverantwortlich für die Koordination der Gremienarbeit der JEF Deutschland. Weiterhin gehören die Umsetzung der Satzungen und Ordnungen der JEF Deutschland sowie die Vorbereitung der Sitzungen des Bundesvorstands zu seinen Aufgaben. Amtierender Bundessekretär ist Matthias Meinert.

#### Bundessekretariat
Das Bundessekretariat (BuSek) besteht aus dem Bundesgeschäftsführer und einem Projektmanager sowie Freiwilligendienstleistenden. Das BuSek hat seinen Sitz in Berlin. Es ist Ansprechpartner für alle Sektionen innerhalb der JEF Deutschland und koordiniert die praktische Arbeit.

#### Bundesvorstand
Der Bundesvorstand (BuVo) besteht aus dem Bundesvorsitzenden (aktuell Melanie Thut), bis zu vier stellvertretenden Bundesvorsitzenden, dem Bundessekretär und dem Bundesschatzmeister. Dazu können noch bis zu fünf Beisitzenden Teil des BuVo sein. Sie werden ebenfalls vom Bundeskongress gewählt. Der BuVo darf bis zu sechs Referenten zu einzelnen Sachgebieten benennen, die allerdings kein Stimmrecht haben. Das Bundesausschusspräsidium ist ebenfalls ohne Stimmrecht im BuVo vertreten. Der BuVo ist verantwortlich für die politische Ausrichtung der JEF Deutschland, die Beziehungen zu anderen Sektionen und der JEF Europa sowie die Buchführung. Der BuVo ist mit Ausnahme der Beisitzenden, die nur auf ein Jahr gewählt werden, auf zwei Jahre gewählt.

#### Europäische Bewegung
Die Europäische Bewegung Deutschland (EBD) ist die Dachorganisation vieler Verbände, die alle den europäischen Gedanken fördern wollen. JEF und UEF sind ebenso Mitglied wie Gewerkschaften, Wirtschaftsverbände und viele andere Organisationen. Die Europäische Bewegung hat einen Europaverband (Europäische Bewegung International) und nationale Sektionen.

#### Europa-Union Deutschland
Die Europa-Union (EUD) ist die deutsche Sektion der UEF. Je nach Landesverband besteht eine Doppelmitgliedschaft JEF/Europa-Union, die mit Erreichen der Altersgrenze von 35 Jahren in eine einfache Mitgliedschaft in der Europa-Union übergeht. Andere JEF-Landesverbände besitzen Kooperationsabkommen mit der Europa-Union. Die Europa-Union Deutschland ist wie die JEF föderal aus Landesverbänden aufgebaut.

#### Landesverband
Der Bundesverband der JEF Deutschland besteht aus Landesverbänden, die sich an den Grenzen der bestehenden Bundesländer orientieren. Die Mitgliedschaft in der JEF richtet sich in der Regel nach dem Landesverband, der die Höhe des Mitgliedsbeitrags bestimmt. Jeder Landesverband hat seine eigenen Organe, wie Landeskongress oder Landesvorstand. Die Landesverbände selbst können aus Bezirks- und/oder Kreisverbänden bestehen. Jeder Landesverband hat seine eigene Satzung.

#### Landesvorstand
Jeder Landesverband wird von einem Landesvorstand (LaVo) geleitet. Die Anzahl seiner Mitglieder richtet sich nach den jeweiligen Vereinssatzungen der Landesverbände. Mindestens ein Mitglied des LaVo vertritt den Landesverband auf den Bundesausschüssen. Der LaVo übernimmt die Vertretung der Landesverbände nach außen, die Zusammenarbeit mit anderen Sektionen der JEF und Verbänden der UEF und der Europäischen Bewegung. Der LaVo wird von den jeweiligen Landesmitglieder- bzw. Landesdelegiertenversammlungen gewählt. Seine Amtszeit richtet sich nach der Landessatzung.

## Geschichte

### Altiero Spinelli (1907–1986)
Spinelli ist einer der Gründerväter der Europäischen Föderalistischen Bewegung. Bereits in den zwanziger Jahren bekämpfte er die italienischen Faschisten und wurde dafür ab 1927 über zehn Jahre inhaftiert. Anschließend wurde er auf die Insel Ventotene verbannt. In dieser Zeit verfasste er ein Manifest für ein föderales Europa.
1943 gründete Spinelli das Movimento Federalista Europeo (MFE). In den fünfziger Jahren gehörte er zu den Vorkämpfern für ein vereintes Europa. Als Mitglied des Europäischen Parlamentes in den Jahren 1976 bis 1986 setzte er seine Bemühungen für eine Europäische Föderation fort. 1984 legte er einen Entwurf für eine Europäische Verfassung, auf der Grundlage einer verfassungsgebenden „Konstituante“, vor. Ein Gebäude des Europäischen Parlaments in Brüssel ist nach ihm benannt.

### Gründungszeit

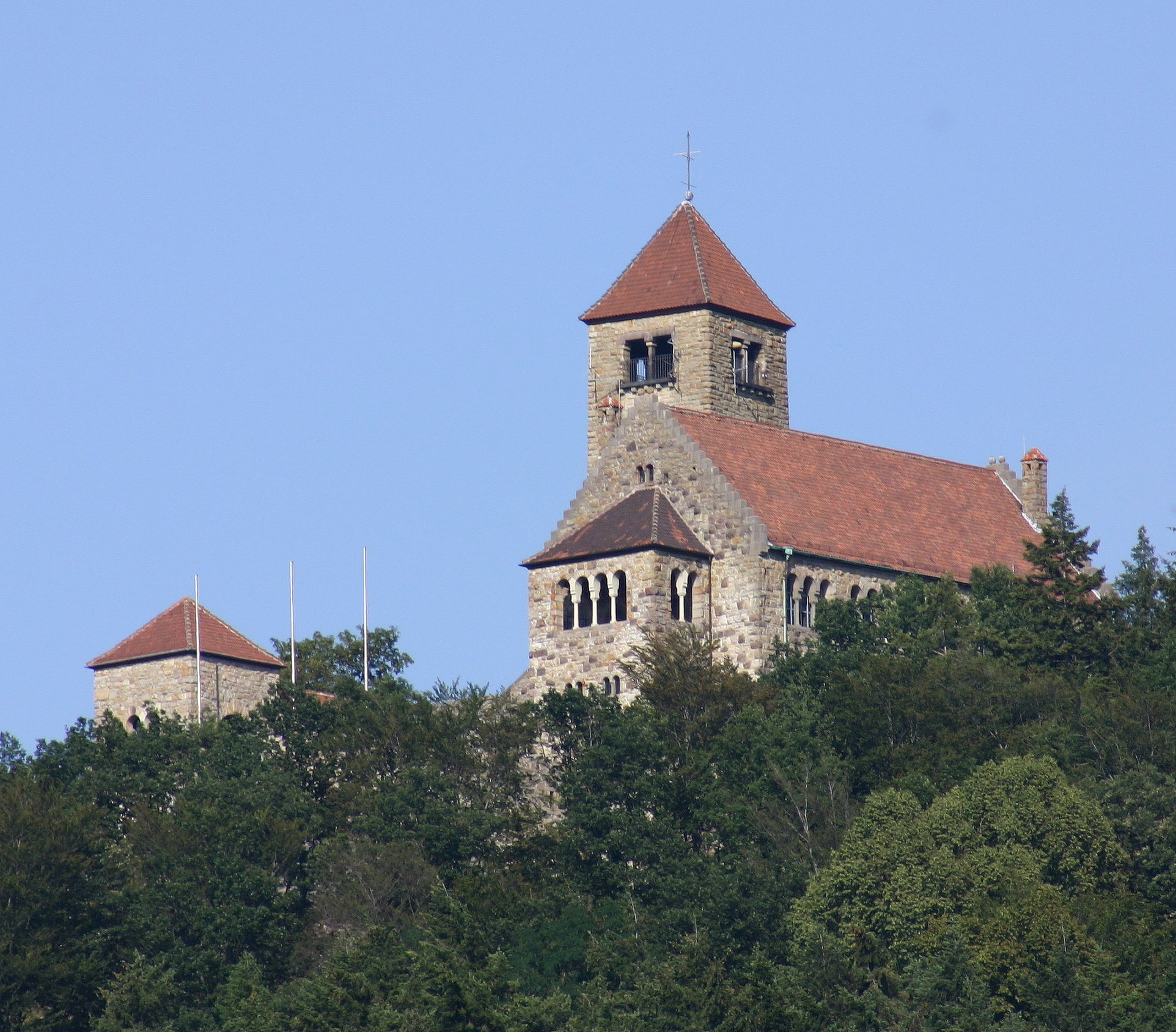
Die Wachenburg war 1949 Gründungsort des BEJ.

In der Gründungsphase der Europa-Union bildeten sich verschiedene Jugendringe beziehungsweise Jugendgruppen. Auf dem ersten Kongress der Europa-Union in Eutin vom 21. bis 23. Juni 1947 wurde mit Heinz Kosfeld ein Jugendbeauftragter ernannt. Im Oktober 1947 fand in Göttingen eine Konferenz unter Vorsitz von Erwin Buchmeister statt, auf der sich Jugendgruppen des Europa-Bundes und der Europa-Union zur Union Junges Europa (UJE) vereinigten. Diese Verselbständigung der Jugend gefiel nicht allen, insbesondere der damalige Präsident der Europa-Union, Wilhelm Hermes (der auch erheblichen Widerstand gegen die Vereinigung der föderalistischen Gruppen in Deutschland leistete und schließlich Mitte 1948 seines Amtes enthoben wurde), stand einem selbständigen Jugendverband ablehnend gegenüber.
Vom 2. bis 4. September 1949 kamen auf der Wachenburg bei Weinheim rund 40 junge Menschen zusammen und gründeten den Bund Europäischer Jugend (BEJ) als junge Gemeinschaft der Europa-Union, der sich auf seinem sechsten Kongress Anfang 1957 in Berlin in Junge Europäische Föderalisten (JEF) umbenannte. Hinter der Gründung des Jugendverbandes stand der Wunsch, sich von der Erwachsenenorganisation zu emanzipieren, um genügend Freiraum für die eigene Arbeit zu erhalten und umgekehrt auch wirksamen Einfluss auf den Verband der Erwachsenen ausüben zu können. Erwin von Bressendorf wurde zum ersten Vorsitzenden gewählt.
Zu den Gründungsmitgliedern zählten unter anderem: Friedrich von Friedeburg und Walter Steinrücke aus Hamburg, Margot Rothe aus Bremen, H. Fickerment aus Nordrhein-Westfalen, Adolf Kanter aus Rheinland-Pfalz, I. Stenger, H. Lang und H.J. Kasperczik aus Hessen, Erwin von Bressendorf, Burkhard Holzner, Heinz Hahn und Ingrid Friedrichsen aus Bayern.

### Die frühen Jahre

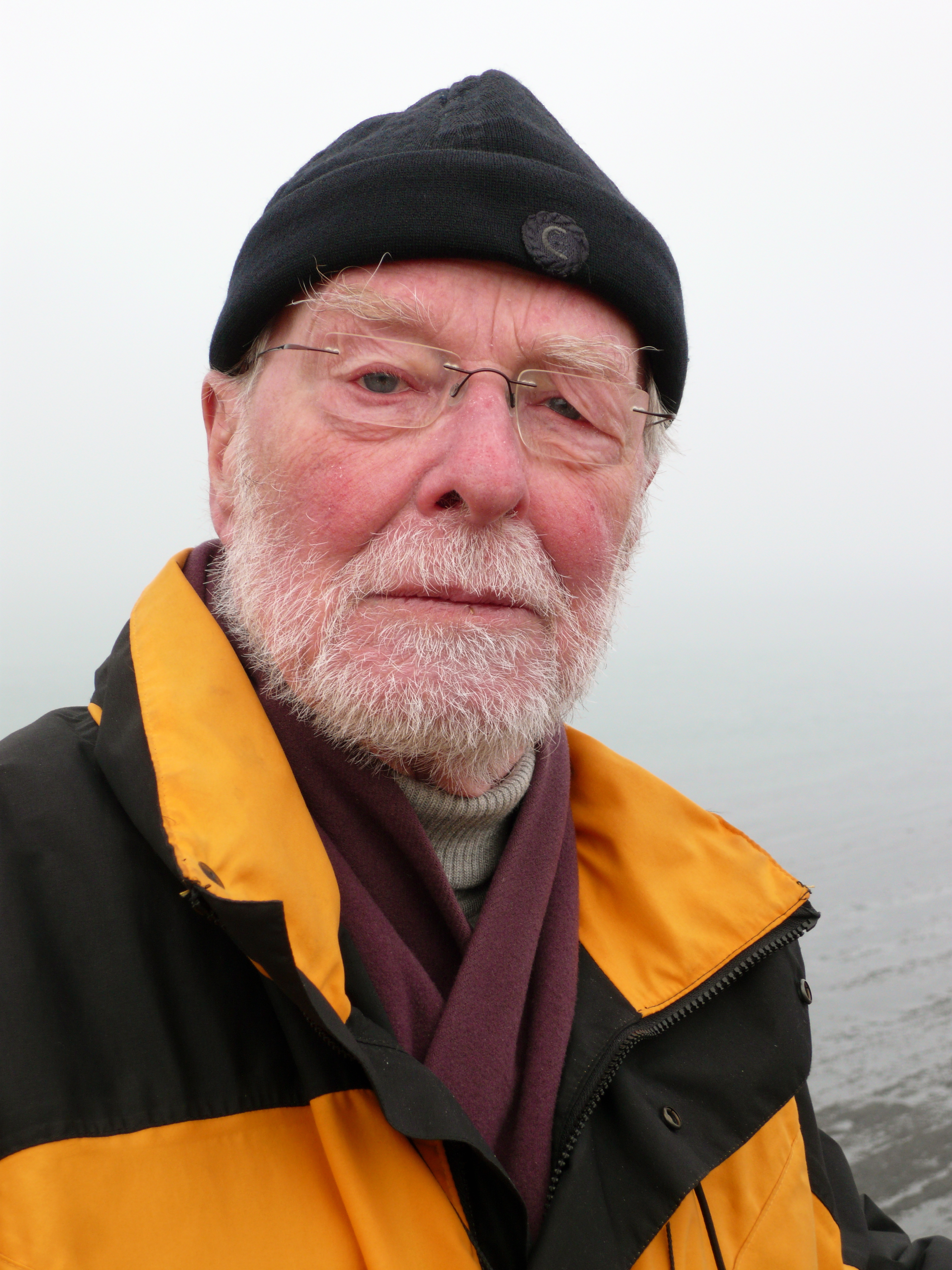
René Leudesdorff 2009, ehemals Junger Europäer in Heidelberg, gehörte 1950 zu den Besetzern der Insel Helgoland.

Schon auf der Wachenburg und danach traten verstärkt Spannungen über die Ausrichtung der praktischen Arbeit auf. So wollte eine Gruppe unter Führung von Erwin von Bressendorf einen möglichst unabhängigen Verband junger Leute, um aktiv in die Politik einzugreifen, andere legten mehr Wert auf europäische Aktionen, Bildung und Information für und über Europa. Als Erwin von Bressendorf mit den Vorsitzenden der parteipolitischen Jugendverbände ebenfalls auf der Wachenburg am 13. Juni 1950 den Deutschen Jungen Rat der Europäischen Bewegung gründete, kam es zu Auseinandersetzungen, die dazu führten, dass auf dem zweiten Kongress des BEJ vom 1. bis 3. Juni 1951 anstelle von Erwin von Bressendorf Rüdiger Proske (Mitarbeiter der Zeitschrift Frankfurter Hefte, herausgegeben von Eugen Kogon, dem damaligen Präsidenten der Europa-Union) gewählt wurde.
Die ersten Jahre waren trotz aller Spannungen voller Aktivität. Die internationale JEF Europe hielt ihren ersten Kongress am 18. und 19. November 1950 in Straßburg ab. Am 6. August 1950 verbrannten 300 Junge Europäer am Grenzübergang Sankt Germanshof (Südpfalz) die Grenzpfähle – ein Bild das um die Welt ging. Drei Monate später demonstrierten 5000 Junge Europäer vor dem Europarat in Straßburg, die ohne Pass und Visum über die Grenze gekommen waren. Im September 1950 fand die sogenannte E-Aktion statt, in der in vielen Städten Deutschlands über Nacht große grüne E (das Emblem der Europa-Union) an die Wände gemalt wurden. Am 20. Dezember 1950 besetzten die zwei Heidelberger Studenten und Jungen Europäer René Leudesdorff und Georg von Hatzfeld zusammen mit dem Publizisten Hubertus zu Löwenstein die Insel Helgoland um gegen britische Bombenabwürfe zu protestieren. Sie hissten die deutsche Flagge, die Flagge der Europäischen Bewegung und die Flagge Helgolands. Aus dem Landesverband Rheinland-Pfalz heraus wurde gemeinsam mit dem Bundesverband des BEJ die Gründung des Europa-Hauses Marienberg vorangetrieben, das am 21. Oktober 1951 als Ort der Begegnung und der Europäischen Bildung offiziell eröffnet wurde.
Schließlich gründeten Mitglieder des BEJ 1953 die Europäische Aktionsgemeinschaft (die heutige EBAG – Europäische Bildungs- und Aktionsgemeinschaft), die unzählige Aktionen und Europa-Wochen veranstaltete und die vor allem in den ersten Jahren die Bücher und Broschüren, die der BEJ herausgab, betreute bzw. verlegte. Diese frühe „Hochzeit“ des BEJ erlitt einen jähen Rückschlag, als die französische Nationalversammlung Ende August 1954 den Vertrag über die Gründung der Europäischen Verteidigungsgemeinschaft und der mit ihr verbundenen Europäische Politischen Gemeinschaft ablehnte. Auch für den BEJ war dies ein harter Schlag, denn viele Mitglieder verloren das Interesse und traten aus.

### Bundesvorstände
Mitglieder der Bundesvorstände der JEF waren (chronologisch seit 1949):
| Zeitraum  | Bundesvorstand |
| 1949–1951 | Vorsitz: Erwin von Bressendorf Stellvertretende: Rüdiger Proske, Hans-Wolf Kanngiesser 1. Bundessekretär: Rolf E. Burmeister |
| 1951–1952 | Vorsitz: Rüdiger Proske Stellvertretende: Hans-Wolf Kanngiesser |
| 1952–1953 | Vorsitz: Hans-Wolf Kanngiesser Stellvertretende: Klaus Günther Wöhler, Eberhard von Brauchitsch, Paul Arnold Nelles |
| 1953–1955 | Vorsitz: Hans-Wolf Kanngiesser Stellvertretende: Burkart Holzner, Gerd Jans Besonderheit: Errichtung der Satzung |
| 1955–1957 | Vorsitz: Heinrich Schneider Stellvertretende: Edwin Kolender, Burkhart Holzner |
| 1957–1959 | Vorsitz: Heinrich Schneider Stellvertretende: Rudolf Woller, Arno Krause, Hubert Mischler Besonderheit: Namensänderung zu „Junge Europäische Föderalisten Deutschland“ |
| 1959–1961 | Vorsitz: Heinrich Schneider Stellvertretende: Rudi Woller, Arno Krause |
| 1961–1962 | Vorsitz: Rudolf Woller Stellvertretende: Gerhard Eickhorn, Herbert Scheffler, Axel Zarges |
| 1962–1965 | Vorsitz: Herbert Scheffler Stellvertretende: Freya von Enckevort, Eberhard Grabitz, Heinrich Schneider |
| 1965–1967 | Vorsitz: Herrmann da Fonseca-Wollheim Stellvertretende: Freya von Enckevort, Helmut Hanses, Wolfgang D. Kramer |
| 1967–1969 | Vorsitz: Hagen Frost Stellvertretende: Helmut Hanses, Helmut Hertsch (Rücktritt 9. Februar 1968), Roland von Hunnius (nachgerückt), Dieter Reichel |
| 1969–1971 | Vorsitz: Heinz Kramer Stellvertretende: Manfred Lauer, Holger Balke, Hendrik Otten |
| 1971–1973 | Vorsitz: Hartmut Rabich Stellvertretende: Manfred Lauer, Bernd Geiger, Peter Osten |
| 1973–1975 | Vorsitz: Franz-Josef Klein Stellvertretende: Wolfgang Iden, Josef Leinen |
| 1975–1977 | Vorsitz: Gerhard Fiedler Stellvertretende: Konrad Hummel, Sofia Vogt (Rücktritt 15. November 1975), Gisela Kröhne (auch: Bundesgeschäftsführerin) |
| 1977–1979 | Vorsitz: Josef Leinen Stellvertretende: Wolfgang Arnim Wettengel, Erhard Erdmann, Gerhard Brand |
| 1979–1981 | Vorsitz: Lutz Peterscheck Stellvertretende: Eckard Fischer, Axel Detert, Ulf-Peter Voß |
| 1981–1983 | Vorsitz: Lutz Peterscheck Stellvertretende: Eckhard Fischer, Jutta Müller, Heinz-Ulrich Schulz |
| 1983–1984 | Vorsitz: Lutz Peterscheck Stellvertretende: Eckard Fischer, Hans-Peter Barten, Hans-Peter Panzer |
| 1984–1985 | Vorsitz: Hans-Peter Barten Stellvertretende: Martin Hofmann, Eckhard Fischer, Hans-Peter Panzer |
| 1985–1986 | Vorsitz: Hans-Peter Barten Stellvertretende: Roland Kruse, Eckhard Fischer, Martin Hofmann |
| 1986–1988 | Vorsitz: Hans-Peter Barten Stellvertretende: Ulrike Adler, Sebastian-Justus Schmidt, Klaus-Peter Jürgens |
| 1988–1989 | Vorsitz: Ralf Bingel Stellvertretende: Claudia Kraft, Bianka Lichtenberger, Ivo Jäger, Andreas Christian Brandt |
| 1989–1991 | Vorsitz: Ralf Bingel Stellvertretende: Andreas Christian Brandt, Andrea Brennies, Claudia Kraft, Sabine Hübner |
| 1991–1992 | Vorsitz: Markus Obenland Stellvertretende: Andreas Christian Brandt, Markus Reiter, Stefan Trutschler, Thorsten Baumann |
| 1992–1993 | Vorsitz: Markus Obenland Stellvertretende: Roland Becher, Constanze Wirth, Markus Reiter, Thorsten Baumann |
| 1993–1994 | Vorsitz: Markus Obenland Stellvertretende: Markus Scholl, Markus Reiter, Jutta Hergenhan, Hanno Thewes Schatzmeisterin: Constanze Wirth |
| 1994–1995 | Vorsitz: Markus Obenland Stellvertretende: Michael Kraupa, Simon Paulenz, Hanno Thewes, Markus Scholl Schatzmeisterin: Constanze Wirth |
| 1995–1996 | Vorsitz: Heinz-Wilhelm Schaumann Stellvertretende: Klaus Marbold, Michael Kraupa, Markus Obenland, Jan Köhler Schatzmeisterin: Ursula Knecht |
| 1996–1997 | Vorsitz: Heinz-Wilhelm Schaumann Stellvertretende: Hans Jörg Diehl, Michael Kraupa, Susanne Wiedemann, Jan Köhler Schatzmeisterin: Ursula Knecht |
| 1997–1998 | Vorsitz: Heinz-Wilhelm Schaumann Stellvertretende: Hans Jörg Diehl, Jan Köhler, Christoph Morck, Michael Ohnesorge Schatzmeisterin: Susanne Wiedemann Bundessekretär: Bernd Hüttemann |
| 1998–1999 | Vorsitz: Hans Jörg Diehl Stellvertretende: Felix Schulz, Björn Lampe, Olivia Omassi, Anja Wischer Schatzmeister: Ingo Linsenmann |
| 1999–2000 | Vorsitz: Marc-Oliver Pahl Stellvertretende: Olivia Omassi, Christian Schläger, Jan Kreutz, David Schneider-Addae-Mensah Schatzmeister: Ingo Linsenmann Bundessekretär: Christoph Morck |
| 2000–2001 | Vorsitz: David Schneider-Addae-Mensah Stellvertretende: Lutz Hager, Anja Hübner, Jan Kreutz, Michael (Micky) Peters Schatzmeister: Florian Rodeit Bundessekretär: Leo Hruschka |
| 2001–2002 | Vorsitz: David Schneider-Addae-Mensah Stellvertretende: Lutz Hager, Anja Hübner, Holger Grefrath, Jan Seifert Schatzmeister: Florian Rodeit Bundessekretärin: Florence Duchene-Lacroix |
| 2002–2003 | Vorsitz: Jan Seifert Stellvertretende: Lutz Hager, Christian Wenning, Sebastian Pönsgen, Jessika Hazrat Schatzmeister: Florian Rodeit Bundessekretärin: Florence Duchene-Lacroix |
| 2003–2004 | Vorsitz: Lutz Hager Stellvertretende: Christian Wenning, Thomas Heißmeyer, Silke Gebel, Nicole Meßmer Schatzmeister: Florian Rodeit Bundessekretärin: Anja Hübner |
| 2004–2006 | Vorsitz: Christian Wenning Stellvertretende: Silke Gebel, Luise Papcke (bis 2005), Johannes Schmid, Florian Ziegenbalg, Nina Busemann (ab 2005) Schatzmeister: Jan Schubert Bundessekretärin: Anja Hübner, Jana Schröder |
| 2006–2008 | Vorsitz: Jan Schubert Stellvertretende: Karen Matzke, Helmut Kienle, Florian Pertenbreiter, Thomas Heißmeyer Schatzmeister: Henner Führer Bundessekretär: Lutz Gude |
| 2008–2010 | Vorsitz: Yvonne Nasshoven (schied 2010 aus) Stellvertretende: Laura Korbmacher, Martin T. Teubner, Karola Erbstößer, Thomas Heimstädt (seit 2010 kommissarischer Vorsitzender) Schatzmeister: Volker Lindenthal Bundessekretär: Lutz Gude |
| 2010–2012 | Vorsitz: Lars Becker Stellvertretende: Michael Dollinger, Thomas Wittmann, Daniel Matteo, Manja Jacob Schatzmeister: André Berberich Bundessekretär: Lutz Gude Beisitzende: Vincent Venus, Linn Selle, Inga Wachsmann, Ole Hübner, Christian Beck |
| 2012–2014 | Vorsitz: Daniel Matteo Stellvertretende: Manja Jacob, Martin Renner, Linn Selle (bis Juni 2013), Vincent Venus, Inga Wachsmann (ab Oktober 2013) Schatzmeisterin: Lisa Ditlmann Bundessekretär: Lutz Gude (bis Juni 2013); Linn Selle (ab Juni 2013) Beisitzende: Katharina Borngässer, Markus Breitweg, Fabian Haun, Federica Muggironi, Jan Peters (ab Oktober 2013), Inga Wachsmann (bis Oktober 2013) |
| 2014–2016 | Vorsitz: David Schrock Bundessekretär: Vincent Venus Schatzmeisterin: Sandra Schumacher Stellvertretende: Gerhard Soyka, Katharina Borngässer, Malte Steuber, Nadine Winter (bis Mai 2015) Beisitzende: Silvia Behrens, Tilmann Hartung, Christoph Schmidt, Hannah Schwarz, Isabella Schupp |
| 2016–2018 | Vorsitz: Manuel Gath Bundessekretär: Martin Luckert Schatzmeisterin: Ricarda Dubbert Stellvertretende: Silvia Behrens, Linda Jaberg, Gerhard Soyka, Malte Steuber Beisitzende: Jasmin Sarah König (ab Oktober 2017), Stefan Sachsenhauser, Paula Thierack (bis Oktober 2017), Katharina Vollmer (ab Oktober 2017), Juliane Weller, Charlotte Wiesenthal |
| 2018–2020 | Vorsitz: Malte Steuber Bundessekretär: Tim Odendahl (bis Oktober 2019), Georg Händel (ab Oktober 2019) Schatzmeisterin: Stella Meyer Stellvertretende: Sebastian Lang, Jan Malchin (bis Oktober 2019), Lara Sosa Popovic (ab Oktober 2019), Pia Schulte (bis Oktober 2019), Laura Wanner Beisitzende: Emmeline Charenton (ab Oktober 2019), Mustafa Eren, Clara Föller (ab Oktober 2019), Georg Händel (bis Oktober 2019), Larissa Montag (ab Oktober 2019), Stephan Raab (bis Oktober 2019), Katharina Vollmer (bis Oktober 2019), Jonathan Weide (bis Oktober 2019), Alain Ziegler (ab Oktober 2019) |
| 2020–2022 | Vorsitz: Clara Föller Bundessekretärin: Emmeline Charenton Schatzmeister: Mathias Staudenmaier (ab Oktober 2021) Stellvertretende: Laura Gaißmaier (bis Oktober 2021), Stella Meyer, Larissa Montag, Simon Paetzold, Friedel Pape (ab Oktober 2021) Beisitzende (2020–2021): Yvonne Fuhr, Jula Lühring, Pia Osman, Mario Schäfer, Sara Stachelhaus Beisitzende (2021–2022): Philipp Hausmann, Magali Hübers, Hannes Lauter, Manuel Quaring, Melanie Thut Besonderheit: Neufassung des Politischen Programms                                                                                            |
| 2022–2024 | Vorsitz: Clara Föller Bundessekretärin: Emmeline Charenton Schatzmeister: Mathias Staudenmaier Stellvertretende: Janis Fifka, Paula Gehrs, Friedel Pape, Tobias von Gostomski Beisitzende (2022–2023): Tim Alexander, Julia Hegyesi, Alexander Mellin, Konstantin Petry, Helene Salzburger Beisitzende (2023–2024): Paula Schuster, Konstantin Petry, Helene Salzburger, Jonathan Makurath, Florian Rahn Besonderheit: Änderung des eingetragenen Namens in „Junge Europäische Föderalist:innen Deutschland e. V.“                                                                                     |
| 2024–2026 | Vorsitz: Melanie Thut Bundessekretär: Matthias Meinert Schatzmeister: Mathias Staudenmaier Stellvertretende: Carolin Robert, Jan Hörnschemeyer, Helene Salzburger, Moritz Hergl Beisitzende (2024–2025): Paula Gehrs, Alex Weber-Herrmann, Nina Höll, Konstantin Petry, Yana Alimova Besonderheit: Jubiläum 75 Jahre JEF Deutschland |

### Bekannte Mitglieder
Mitglieder der JEF Deutschland waren oder sind unter anderem Jan Philipp Albrecht, Philipp Amthor, Lasse Becker, Eberhard von Brauchitsch, Emily Büning, Henning Finck, Silke Gebel, Detlef Gottschalck, Heiko Hecht, Roland Heintze, Bernd Hüttemann, Nadja Hirsch, Georg Jarzembowski, Johannes Kahrs, Anna Lührmann, Petra Kelly, Wolfgang D. Kramer, Arno Krause, Jo Leinen, Christine Lieberknecht, Michael Georg Link, Michael Panse, Jens Parker, Alexander-Martin Sardina, Manuel Sarrazin, Rudolf Seiters, Linn Selle, Helmut Stubbe da Luz, Roland Vogt, Nils Wiechmann und Wolfgang Wulf.